# Martin Lienhard
Martin Lienhard (* 2. Juli 1946 in Basel) ist ein Schweizer Romanist und emeritierter Professor für Romanistik der Universität Zürich.

## Wissenschaftliche Karriere
Lienhard studierte von 1964 bis 1972 spanische und französische Philologie sowie Islamistik an den Universitäten Basel, Salamanca, Coimbra und Genf.
Er promovierte 1981 an der Universität Genf mit einer Arbeit über José María Arguedas; 1985 bis 1986 lehrte er als Gastprofessor an der Freien Universität Berlin. Von 1986 bis 1989 war er Professor an der Universität Göttingen für Hispanoamerikanische und brasilianische Literatur; von 1989 bis 2011 war er Professor für Spanische und Portugiesische Literaturwissenschaft am Romanischen Seminar der Universität Zürich. Lienhards meistzitiertes Werk ist La voz y su huella.